# Акрозом
Акрозом је органела која се налази у предњем делу сперматозоида и служи за његову интеракцију са јајном ћелијом приликом оплођења. Настаје од Голџијевог апарата током спермиогенезе када се сперматиде трансформишу у сперматозоиде. 
Акрозом човека садржи хидролитичке ензиме као што су:
- хијалуронидаза
- кисела фосфатаза
- неурамидаза
- естераза
- проакрозин/акрозин и др.

Приликом оплођења када сперматозоид акрозомом додирне примарну опну јајне ћелије долази до акрозомске реакције у току које се ови ензими излучују процесом егзоцитозе.
Акрозомском рекацијом постижу се важне функције које одређују способност сперматозоида да оплоди јајну ћелију:
- ослобађање хидролитичких ензима помоћу којих сперматозоид продире у јајну ћелију;
- промена омотача постакрозомског предела на коме су рецептори одговорни за интеракцију сперматозоида и јајне ћелије.